# 宮太郎
宮 太郎（みや たろう、1926年〈大正15年〉10月30日 ‐ 2013年〈平成25年〉7月6日）は、日本の実業家。
旧制金沢一中（現石川県立金沢泉丘高等学校）、旧制富山高等学校を経て早稲田大学商学部卒業後、石川県金沢市に本店をもつ百貨店、大和に入社。代表取締役社長、会長、取締役相談役などを歴任した。晩年は名誉相談役を務め、また筆頭株主でもあった。1986年に藍綬褒章、北國文化賞、1989年に金沢市産業功労賞、2001年に勲三等旭日中綬章を受章する。没後、金沢市より景仰の証を授与される。1974年より金沢商工会議所会頭を務めていたが、2006年6月に病気を理由に退任し、名誉会頭に就任。2013年7月6日午後7時15分、呼吸不全のため、金沢社会保険病院で死去。86歳没。

## 概要
- 石川県金沢市出身。父は、衆議院議員などを歴任した井村徳二。次男は、大和社長の宮二朗。
- 奥田敬和の盟友として、石川県内の非自民勢力を支援しており、当時石川県知事の谷本正憲の後援会長を務めた。

## その他の役職
- 大浜リゾート開発株式会社代表取締役
- 北陸高速道路ターミナル株式会社代表取締役
- 北陸電力株式会社監査役
- テレビ金沢社長
- 石川県商工会議所連合会会頭
- 北陸経済連合会副会長
- 社団法人金沢港振興協会会長
- 社団法人石川県防衛協会会長
- 財団法人石川県音楽文化振興事業団副理事長
- 財団法人日本電信電話ユーザ協会石川支部支部長
- 北陸新幹線建設促進石川県民会議会長
- 大河ドラマ石川県推進協議会実行委員長
- 金沢市観光協会長
- 石川県公安委員会委員長